# Elizabeth Hawley
Elizabeth Ann Hawley (Chicago, Illinois; 9 de noviembre de 1923-Katmandú, 26 de enero de 2018) fue una periodista estadounidense y cronista de las expediciones al Himalaya.

## Biografía
Viajó por primera vez a Nepal en septiembre de 1960 y se quedó a vivir definitivamente allí. Aunque nunca en su vida llegó a escalar una montaña, se convirtió en la mejor cronista de las expediciones al Himalaya. Fue respetada por la comunidad montañera internacional debido a sus completos y precisos registros de las expediciones, a pesar de que dichos registros no poseían ningún carácter oficial.
Los himalayistas que desean que sus ascensiones sean reconocidas debían entrevistarse antes y después de sus expediciones con Hawley y sus colaboradores; de este modo ella recababa datos con los que determinaba si la expedición había conseguido su objetivo.
El registro de los ascensos fue compilado por Hawley en la base de datos conocida como The Himalayan Database. Esta base de datos incluye los ascensos a los picos más prominentes de Nepal desde 1905 a la fecha.